# 4685 Karetnikov
4685 Karetnikov је астероид главног астероидног појаса чија средња удаљеност од Сунца износи 3,170 астрономских јединица (АЈ).
Апсолутна магнитуда астероида је 12,5.